# Hoa hậu Trái Đất 2013
Hoa hậu Trái Đất 2013 là cuộc thi tìm ra đại diện thúc đẩy các hoạt động bảo vệ môi trường sống lần thứ 13, diễn ra vào ngày 7 tháng 12 năm 2013 tại Versailles Palace, Muntinlupa, Philippines. Tổng cộng 88 thí sinh đến từ các quốc gia và vùng lãnh thổ tới Philippines để tham gia cuộc thi. Đêm chung kết được truyền hình trực tiếp trên STAR World, ABS-CBN và The Filipino Channel. Dẫn chương trình trong đêm thi là hai MC Oli Pettigrew và Linda Black. Ngoài ra, Karla Paula Henry, Hoa hậu Trái Đất 2008 xuất hiện trên sân khấu để nói lời cảm ơn đến các quốc gia trên thế giới đã giúp đỡ Philippines sau sự tàn phá mà cơn bão Haiyan đã gây ra.
Hoa hậu Trái Đất 2012 Tereza Fajksová đến từ Cộng hòa Séc đã trao vương miện cho Alyz Henrich đến từ "cường quốc hoa hậu" Venezuela. Đây là lần thứ hai Venezuela giành chiến thắng tại cuộc thi kể từ khi Alexandra Braun Waldeck đăng quang năm 2005. Với chiến thắng này, Venezuela đã nâng vị trí của mình trên đấu trường sắc đẹp thế giới bởi trước đó, Gabriela Isler đã đăng quang Hoa hậu Hoàn vũ 2013 được tổ chức ở Nga, đồng thời José Anmer Paredes cũng giành ngôi vị cao nhất tại Nam vương Quốc tế 2013 được tổ chức tại Indonesia. Bắt đầu từ năm nay, có ba chiếc vương miện mới được sử dụng khi trao cho ba Á hậu của cuộc thi (Hoa hậu Không khí, Hoa hậu Nước và Hoa hậu Lửa) thay thế cho các vương miện cũ. Và cũng từ năm nay trở đi, cuộc thi không còn nhận được sự đồng hành của chuyên trang sắc đẹp Global Beauties.
Video chính thức: https://www.youtube.com/watch?v=AhS8nbxhyMQ

## Xếp hạng

### Kết quả chung cuộc
| Kết quả cuối cùng           | Thí sinh |
| --------------------------- | --- |
| Hoa hậu Trái Đất 2013       | - Venezuela – Alyz Henrich |
| Hoa hậu Không khí (Á hậu 1) | - Áo – Katia Wagner |
| Hoa hậu Nước (Á hậu 2)      | - Thái Lan – Punika Kulsoontornrut (Bị tước vương miện) |
| Hoa hậu Lửa (Á hậu 3)       | - Hàn Quốc – Catharina Choi Nunes |
| Top 8                       | - Mexico – Kristal Silva - Philippines – Angelee delos Reyes - Ba Lan – Aleksandra Szczęsna - Serbia – Anđelka Tomašević                                                                                                  |
| Top 16                      | - Chile – Natalia Lermanda - Trung Quốc – Lisa Xiang - Pháp – Sophie Garenaux - Mauritius – Virginie Dorza - Nam Phi – Ashanti Mbanga - Tây Ban Nha – Cristina Martínez - Thổ Nhĩ Kỳ – Ezgi Avci - Hoa Kỳ – Nicolle Velez |

### Các giải thưởng đặc biệt

#### Giải thưởng của cuộc thi
| Giải thưởng                                | Quốc gia   | Thí sinh               |
| ------------------------------------------ | ---------- | ---------------------- |
| Trang phục dạ hội đẹp nhất                 | Venezuela  | Alyz Henrich           |
| Trình diễn áo tắm đẹp nhất                 | Ukraine    | Anastasia Sukh         |
| Hoa hậu Tài năng                           | Kazakhstan | Kumis Bazarbayeva      |
| Trình diễn Resorts Wear đẹp nhất           | Thái Lan   | Punika Kulsoontornrut  |
| Hoa hậu Ảnh (Cuộc thi qua Internet)        | Ấn Độ      | Sobhita Dhulipala      |
| Hoa hậu Thân thiện                         | Indonesia  | Nita Sofiani           |
| Hoa hậu Thân thiện                         | Liban      | Rita Houkayem          |
| Hoa hậu Thân thiện                         | Gabon      | Filiane Mayombo Koundi |
| Hoa hậu Eco-Beauty (Cuộc thi qua Internet) | Ấn Độ      | Sobhita Dhulipala      |

#### Giải thưởng từ nhà tài trợ
| Giải thưởng                                        | Thí sinh                           |
| -------------------------------------------------- | ---------------------------------- |
| Hoa hậu Ever Bilena                                | Brazil - Priscilla Martins         |
| Hoa hậu Ever Bilena                                | Thái Lan - Punika Kulsoontornrut   |
| Hoa hậu Ever Bilena                                | Ukraine - Anastasia Sukh           |
| Hoa hậu Ever Bilena                                | Bolivia - María Renée Carmona      |
| Hoa hậu Ever Bilena                                | Indonesia - Nita Sofiani           |
| Hoa hậu Ever Bilena                                | Venezuela - Alyz Henrich           |
| Hoa hậu Ever Bilena                                | Kazakhstan - Kumis Bazarbayeva     |
| Hoa hậu Ever Bilena                                | Ấn Độ - Sobhita Dhulipala          |
| Gandang Ricky Reyes Award                          | Thái Lan - Punika Kulsoontornrut   |
| Hoa hậu Golden Sunset                              | Mexico - Cristal Silva             |
| Hoa hậu Hanna                                      | Venezuela - Alyz Henrich           |
| Hoa hậu Pagudpud                                   | Tanzania - Clara Noor              |
| Trình diễn áo tắm đẹp nhất (Giải thưởng của Hanna) | Venezuela - Alyz Henrich           |
| Trang phục dạ hội đẹp nhất (Giải thưởng của Hanna) | Guam - Katarina Martinez           |
| Hoa hậu Pink Water                                 | Tahiti - Maeva Simonin             |
| Hoa hậu Careline                                   | Mexico - Cristal Silva             |
| Hoa hậu EB Advance                                 | Thái Lan - Punika Kulsoontornrut   |
| Hoa hậu Dự án xanh                                 | Anh - Chloe Othen                  |
| Hoa hậu Bulusan Challenge                          | Martinique - Rani Charles          |
| Hoa hậu Siama Hotel                                | Indonesia - Nita Sofiani           |
| Trình diễn Formal Wear đẹp nhất                    | Mông Cổ - Bayartsatsral Baljinnyam |
| Hoa hậu Ảnh                                        | Ba Lan - Aleksandra Szczęsna       |
| Hoa hậu Du lịch sinh thái                          | Philippines - Angelee delos Reyes  |
| Miss Subic Bay Yacht Club                          | Ma Cao - Ashely Qian               |
| Hoa hậu Broadway                                   | Ba Lan - Aleksandra Szczęsna       |
| Hoa hậu Psalmstre Placenta                         | Tây Ban Nha - Cristina Martínez    |
| Hoa hậu Psalmstre Advanced Placenta                | Venezuela - Alyz Henrich           |
| Hoa hậu Glutamax                                   | Kazakhstan - Kumis Bazarbayeva     |
| Hoa hậu Casino Femme                               | Bosna và Hercegovina - Vera Krneta |
| Hoa hậu Pontefino                                  | Venezuela - Alyz Henrich           |
| Hoa hậu GLNG                                       | Serbia - Anđelka Tomašević         |
| Hoa hậu Versailles                                 | Kazakhstan - Kumis Bazarbayeva     |
| Hoa hậu Fitflop                                    | Philippines - Angelee delos Reyes  |

### Bảng huy chương
| Xếp hạng | Quốc gia/Vùng lãnh thổ | Vàng | Bạc | Đồng | Tổng |
| -------- | ---------------------- | ---- | --- | ---- | ---- |
| 1        | Indonesia              | 2    | 0   | 1    | 3    |
| 1        | Thái Lan               | 2    | 0   | 1    | 3    |
| 2        | Ấn Độ                  | 2    | 0   | 0    | 2    |
| 2        | Nam Phi                | 2    | 0   | 0    | 2    |
| 3        | Ukraine                | 1    | 1   | 1    | 3    |
| 4        | Nepal                  | 1    | 1   | 0    | 2    |
| 4        | Bắc Ireland            | 1    | 1   | 0    | 2    |
| 4        | Nga                    | 1    | 1   | 0    | 2    |
| 4        | Hoa Kỳ                 | 1    | 1   | 0    | 2    |
| 5        | Venezuela              | 1    | 0   | 2    | 3    |
| 6        | Áo                     | 1    | 0   | 0    | 1    |
| 6        | Bahamas                | 1    | 0   | 0    | 1    |
| 6        | Gabon                  | 1    | 0   | 0    | 1    |
| 6        | Kazakhstan             | 1    | 0   | 0    | 1    |
| 6        | Liban                  | 1    | 0   | 0    | 1    |
| 7        | Philippines            | 0    | 2   | 3    | 5    |
| 8        | Brazil                 | 0    | 2   | 0    | 2    |
| 8        | Ma Cao                 | 0    | 2   | 0    | 2    |
| 9        | Guatemala              | 0    | 1   | 1    | 2    |
| 9        | Panama                 | 0    | 1   | 1    | 2    |
| 10       | Colombia               | 0    | 1   | 0    | 1    |
| 10       | Hàn Quốc               | 0    | 1   | 0    | 1    |
| 10       | Hà Lan                 | 0    | 1   | 0    | 1    |
| 10       | Nigeria                | 0    | 1   | 0    | 1    |
| 10       | Tây Ban Nha            | 0    | 1   | 0    | 1    |
| 10       | Thụy Sĩ                | 0    | 1   | 0    | 1    |
| 11       | Bolivia                | 0    | 0   | 1    | 1    |
| 11       | Trung Quốc             | 0    | 0   | 1    | 1    |
| 11       | Pháp                   | 0    | 0   | 1    | 1    |
| 11       | Guam                   | 0    | 0   | 1    | 1    |
| 11       | Nhật Bản               | 0    | 0   | 1    | 1    |
| 11       | Na Uy                  | 0    | 0   | 1    | 1    |
| 11       | Tanzania               | 0    | 0   | 1    | 1    |
| 11       | Thổ Nhĩ Kỳ             | 0    | 0   | 1    | 1    |
| 11       | Zambia                 | 0    | 0   | 1    | 1    |

### Các phần thi

#### Phần thi trang phục dạ hội
Phần thi được tổ chức ở Grand Ballroom of Crimson Hotel Filinvest City.
| Kết quả | Thí sinh                            |
| ------- | ----------------------------------- |
| 1       | - Venezuela - Alyz Henrich          |
| 2       | - Nepal - Rojisha Shahi Thakuri     |
| 3       | - Philippines - Angelee delos Reyes |

#### Phần thi áo tắm
Sự kiện được tổ chức ở F1 Hotel và Hannah Beach Resort và Convention Center.
| Kết quả | Thí sinh |
| ------- | --- |
| 1       | - Ukraine - Anastasia Sukh |
| 2       | - Brazil - Priscilla Martins |
| 3       | - Venezuela - Alyz Henrich |
| Top 15  | - Áo - Katia Wagner - Bolivia - María Renée Carmona - Colombia - Diana Ortegón - Costa Rica - Mariela Aparicio - Mauritius - Virginie Dorza - Mexico - Cristal Silva - Philippines - Angelee delos Reyes - Serbia - Anđelka Tomašević - Slovakia - Lucia Slaninkova - Nam Phi - Ashanti Mbanga - Tây Ban Nha - Cristina Martínez - Thụy Điển - Denice Andrée |

#### Phần thi tài năng
Phần thi này được tổ chức ở Skye W High Street, A-Venue Mall và Khách sạn New World.
| Kết quả | Thí sinh |
| ------- | --- |
| 1       | - Kazakhstan - Kumis Bazarbayeva |
| 2       | - Nga - Olesya Boslovyak |
| 3       | - Trung Quốc - Lisa Xiang |
| Top 15  | - Áo - Katia Wagner - Colombia - Diana Ortegon - Ấn Độ - Sobhita Dhulipala - Indonesia - Nita Sofiani - Martinique - Rani Charles - Nigeria - Marie Miller - Paraguay - Leticia Cáceres - Nam Sudan - Gloria Karsis - Tahiti - Maeva Simonin - Thái Lan - Punika Kulsoontornrut - Thổ Nhĩ Kỳ - Ezgi Avci - Quần đảo Virgin (Mỹ) - Vanessa Donastorg |

#### Phần thi trang phục dạo biển
| Kết quả | Thí sinh |
| ------- | --- |
| 1       | - Thái Lan - Punika Kulsoontornrut |
| 2       | - Ukraine - Anastasia Sukh |
| 3       | - Pháp - Sophie Garenaux |
| Top 15  | - Bolivia - María Renée Carmona - Ấn Độ - Sobhita Dhulipala - Martinique - Rani Charles - Mexico - Cristal Silva - Mông Cổ - Bayartsatsral Baljinnyam - Philippines - Angelee delos Reyes - Ba Lan - Aleksandra Szczęsna - Nga - Olesya Boslovyak - Serbia - Anđelka Tomašević - Slovakia - Lucia Slaninkova - Thụy Điển - Denice Andrée - Venezuela - Alyz Henrich |

#### Hoa hậu Thân thiện
Mỗi nhóm ở Hoa hậu Trái Đất 2013 đã nghỉ ngơi sau các phần thi để bình chọn ra Hoa hậu Thân thiện.
| Kết quả | Thí sinh                            |
| Nhóm 1  | Nhóm 1                              |
| ------- | ----------------------------------- |
| 1       | - Indonesia - Nita Sofiani          |
| 2       | - Thụy Sĩ - Djoa Strassburg         |
| 3       | - Nhật Bản - Yu Horikawa            |
| Nhóm 2  |                                     |
| 1       | - Liban - Rita Houkayem             |
| 2       | - Panama - Johanna Batista          |
| 3       | - Guam - Katarina Martinez          |
| Nhóm 3  |                                     |
| 1       | - Gabon - Filiane Mayombo Koundi    |
| 2       | - Hoa Kỳ - Nicolle Velez            |
| 3       | - Guatemala - Jimena Mansilla Wever |

#### Hoa hậu Ảnh (Bình chọn trực tuyến)
| Kết quả | Thí sinh                            |
| ------- | ----------------------------------- |
| 1       | - Ấn Độ - Sobhita Dhulipala         |
| 2       | - Ma Cao - Ashely Qian              |
| 3       | - Philippines - Angelee delos Reyes |

#### Miss Eco Beauty (Bình chọn trực tuyến)
| Kết quả | Thí sinh                    |
| ------- | --------------------------- |
| 1       | - Ấn Độ - Sobhita Dhulipala |
| 2       | - Macau - Ashely Qian       |
| 3       | - Thổ Nhĩ Kỳ - Ezgi Avci    |

#### Phần thi trang phục dân tộc
Phần thi được tổ chức vào ngày 25 tháng 11 năm 2013 tại F1 Hotel ở Taguig City.
| Kết quả                | Thí sinh                            |
| Châu Phi               | Châu Phi                            |
| ---------------------- | ----------------------------------- |
| 1                      | - Nam Phi - Ashanti Mbanga          |
| 2                      | - Nigeria - Marie Miller            |
| 3                      | - Tanzania - Clara Noor             |
| Châu Mỹ                |                                     |
| 1                      | - Bahamas - Vandia Sands            |
| 2                      | - Brazil - Priscilla Martins        |
| 3                      | - Bolivia - María Renée Carmona     |
| Châu Á-Thái Bình Dương |                                     |
| 1                      | - Indonesia - Nita Sofiani          |
| 2                      | - Philippines - Angelee delos Reyes |
| 3                      | - Thái Lan - Punika Kulsoontornrut  |
| Châu Âu                |                                     |
| 1                      | - Nga - Olesya Boslovyak            |
| 2                      | - Tây Ban Nha - Cristina Martínez   |
| 3                      | - Na Uy - Caroline Sparboe          |

#### I Love My Planet Schools Campaign
| Kết quả                                            | Thí sinh                                    |
| Nhóm 1: Binangonan Elementary School, Rizal        | Nhóm 1: Binangonan Elementary School, Rizal |
| -------------------------------------------------- | ------------------------------------------- |
| 1                                                  | - Nam Phi - Ashanti Mbanga                  |
| 2                                                  | - Philippines - Angelee delos Reyes         |
| 3                                                  | - Indonesia - Nita Sofiani                  |
| Nhóm 2: Christian International School             |                                             |
| 1                                                  | - Bắc Ireland - Amira Graham                |
| 2                                                  | - Hàn Quốc - Catharina Choi Nunes           |
| 3                                                  | - Panama - Johanna Batista                  |
| Nhóm 3: Timoteo Paez Elementary School, Pasay City |                                             |
| 1                                                  | - Hoa Kỳ - Nicolle Velez                    |
| 2                                                  | - Guatemala - Jimena Mansilla Wever         |
| 3                                                  | - Zambia - Winnie-Fredah Kabwe              |

#### Most Child Friendly
| Kết quả                                | Thí sinh                             |
| Nhóm 1                                 | Nhóm 1                               |
| -------------------------------------- | ------------------------------------ |
| 1                                      | - Áo - Katia Wagner                  |
| 2                                      | - Colombia - Diana Ortegón           |
| 3                                      | - Philippines - Angelee delos Reyes  |
| Nhóm 2: Christian International School |                                      |
| 1                                      | - Nepal - Rojisha Shahi Thakuri      |
| 2                                      | - Bắc Ireland - Amira Graham         |
| 3                                      | - Venezuela - Alyz Henrich           |
| Nhóm 3                                 |                                      |
| 1                                      | - Thái Lan - Punika Kulsoontornrut   |
| 2                                      | - Hà Lan - Wendy-Kristy Hoogerbrugge |
| 3                                      | - Ukraine - Anastasia Sukh           |

### Thứ tự công bố
| 1. Áo 2. Thổ Nhĩ Kỳ 3. Hàn Quốc 4. Chile 5. Mexico 6. Pháp 7. Trung Quốc 8. Mauritius 9. Thái Lan 10. Tây Ban Nha 11. Ba Lan 12. Hoa Kỳ 13. Philippines 14. Nam Phi 15. Venezuela 16. Serbia | 1. Áo 2. Hàn Quốc 3. Mexico 4. Thái Lan 5. Ba Lan 6. Philippines 7. Venezuela 8. Serbia |

## Phần ứng xử hay nhất
Câu hỏi trong phần thi ứng xử của Hoa hậu Trái Đất 2013: "Làm thế nào để du lịch sinh thái góp phần bảo vệ môi trường?"
Câu trả lời của Hoa hậu Trái Đất 2013: "Tất cả chúng ta đều có một phần trách nhiệm trong việc thiên nhiên bị tàn phá. Do đó, tự bản thân mỗi người cần phải nhận thức được điều này và chăm sóc mẹ Trái Đất". - Alyz Henrich, đại diện của Venezuela.

## Dẫn chương trình
- Oli Pettigrew
- Linda Black
- Karla Paula Henry (Hoa hậu Trái Đất 2008)

## Ban giám khảo
| Số thứ tự | Giám khảo          | Chức vụ, nghề nghiệp |
| --------- | ------------------ | --- |
| 1         | Con Apostolopoulos | Phó Chủ tịch, quan hệ đối tác tại Fox International Channels |
| 2         | Alexandra Rocha    | Chủ sở hữu của Pinkerton Ice Cream, người dẫn chương trình thực phẩm và du lịch của Solar News Channel, Something to Chew On                                    |
| 3         | Joseph King        | Chủ sở hữu của M & S Investments, chủ tịch của Tập đoàn Tài nguyên Bắc Á, đối tác tại Richland Capital và cựu phó chủ tịch tại Blackstone Capital Partners Asia |
| 4         | Iza Calzado        | Diễn viên người Philippines, MC, người mẫu |
| 5         | Dibas Khaniya      | Người chiến thắng giải thưởng CNTT quốc tế 2012, Chủ tịch sáng lập Friends Initiative                                                                           |
| 6         | Jasper Tiu         | Phó chủ tịch bán hàng và tiếp thị của Tập đoàn Peerless Lion Corporation, nhà sản xuất dầu gội Hana                                                             |
| 7         | Jake Letts         | Đội trưởng của Đội bóng bầu dục quốc gia Philippines |
| 8         | Sarah Meier        | Người mẫu, cựu MTV Philippines VJ, MC đêm chung kết Hoa hậu Trái Đất 2009                                                                                       |
| 9         | Allen Roxas        | Chủ tịch của Tập đoàn Nhà nước sở hữu Cung điện Versailles, Chủ tịch của Kai Kai Shek College                                                                   |
| 10        | Lorraine Schuck    | Phó chủ tịch Tập đoàn Carousel Productions |

## Nhạc nền
- Phần mở đầu: "Feel This Moment" của Christina Aguilera
- Phần thi áo tắm: "Walking On Air" của Katy Perry
- Phần thi trang phục dạ hội: "Wrecking Ball" của Miley Cyrus
- Công bố Top 8: "We Own the Night" của The Wanted

## Các thí sinh
88 thí sinh tham gia cuộc thi:
| Quốc gia/Lãnh thổ     | Thí sinh                    | Tuổi | Chiều cao               | Quê hương              | Nhóm |
| --------------------- | --------------------------- | ---- | ----------------------- | ---------------------- | ---- |
| Albania               | Afroviti Goge               | 23   | 1,76 m (5 ft 9+1⁄2 in)  | Tirana                 | 2    |
| Úc                    | Renera Thompson             | 26   | 1,70 m (5 ft 7 in)      | Sydney                 | 2    |
| Áo                    | Katia Wagner                | 25   | 1,73 m (5 ft 8 in)      | Viên                   | 1    |
| Bahamas               | Vandia Sands                | 25   | 1,73 m (5 ft 8 in)      | Nassau                 | 2    |
| Bỉ                    | Kristina de Munter          | 26   | 1,73 m (5 ft 8 in)      | Brussels               | 2    |
| Belize                | Amber Rivero                | 21   | 1,65 m (5 ft 5 in)      | Thành phố Belize       | 2    |
| Bolivia               | María Renée Carmona         | 18   | 1,85 m (6 ft 1 in)      | Cochabamba             | 3    |
| Bonaire               | Jeanine Ottenhof            | 19   | 1,77 m (5 ft 9+1⁄2 in)  | Huizen                 | 1    |
| Bosna và Hercegovina  | Vera Krneta                 | 19   | 1,75 m (5 ft 9 in)      | Sarajevo               | 1    |
| Brazil                | Priscilla Martins           | 23   | 1,74 m (5 ft 8+1⁄2 in)  | Araújos                | 3    |
| Quần đảo Virgin (Anh) | Kimberly Herbert            | 18   | 1,70 m (5 ft 7 in)      | Roadtown               | 3    |
| Canada                | Sofiya Chorniy              | 20   | 1,75 m (5 ft 9 in)      | Montreal               | 1    |
| Chile                 | Natalia Lermanda            | 22   | 1,79 m (5 ft 10+1⁄2 in) | Santiago               | 1    |
| Trung Quốc            | Lisa Xiang                  | 24   | 1,78 m (5 ft 10 in)     | Giang Tô               | 2    |
| Đài Bắc Trung Hoa     | Lyu Ying Li                 | 19   | 1,74 m (5 ft 8+1⁄2 in)  | Đài Bắc                | 1    |
| Colombia              | Diana Ortegón               | 21   | 1,68 m (5 ft 6 in)      | Girardot               | 1    |
| Costa Rica            | Mariela Aparicio            | 25   | 1,75 m (5 ft 9 in)      | San José               | 2    |
| Bờ Biển Ngà           | Bintou Traoré               | 20   | 1,75 m (5 ft 9 in)      | Korhogo                | 2    |
| Cộng hòa Tự trị Krym  | Mariya Makater              | 18   | 1,74 m (5 ft 8+1⁄2 in)  | Simferopol             | 1    |
| Curaçao               | Archangela Garcia           | 24   | 1,72 m (5 ft 7+1⁄2 in)  | Willemstad             | 1    |
| Cộng hòa Séc          | Monika Leová                | 22   | 1,78 m (5 ft 10 in)     | Choceň                 | 2    |
| Đan Mạch              | Josefine Mikuta Poulsen     | 21   | 1,77 m (5 ft 9+1⁄2 in)  | Nørrebro               | 1    |
| Cộng hòa Dominican    | Maria Eugenia de los Santos | 18   | 1,73 m (5 ft 8 in)      | San Juan de la Maguana | 3    |
| Ecuador               | Ana María Weir              | 25   | 1,74 m (5 ft 8+1⁄2 in)  | Guayaquil              | 1    |
| Anh                   | Chloe Othen                 | 23   | 1,75 m (5 ft 9 in)      | London                 | 1    |
| Pháp                  | Sophie Garenaux             | 22   | 1,75 m (5 ft 9 in)      | Harnes                 | 2    |
| Gabon                 | Filiane Mayombo Koundi      | 19   | 1,69 m (5 ft 6+1⁄2 in)  | Ogooué-Lolo            | 3    |
| Đức                   | Caroline Noeding            | 22   | 1,74 m (5 ft 8+1⁄2 in)  | Hannover               | 3    |
| Ghana                 | Amabel Klutse               | 21   | 1,80 m (5 ft 11 in)     | Accra                  | 1    |
| Guadeloupe            | Marie Vaitilingon           | 19   | 1,70 m (5 ft 7 in)      | Le Moule               | 2    |
| Guam                  | Katarina Martinez           | 22   | 1,78 m (5 ft 10 in)     | Barrigada              | 2    |
| Guatemala             | Jimena Mansilla Wever       | 23   | 1,73 m (5 ft 8 in)      | Thành phố Guatemala    | 3    |
| Haiti                 | Carolina Rinchère           | 24   | 1,65 m (5 ft 5 in)      | Port-au-Prince         | 3    |
| Hungary               | Dalma Huszarovics           | 24   | 1,68 m (5 ft 6 in)      | Budapest               | 3    |
| Ấn Độ                 | Sobhita Dhulipala           | 21   | 1,78 m (5 ft 10 in)     | Guntur                 | 2    |
| Indonesia             | Nita Sofiani                | 21   | 1,71 m (5 ft 7+1⁄2 in)  | Bandung                | 1    |
| Israel                | Maria Abboud                | 18   | 1,75 m (5 ft 9 in)      | Jerusalem              | 1    |
| Ý                     | Debora Bon                  | 21   | 1,70 m (5 ft 7 in)      | Venice                 | 3    |
| Nhật Bản              | Yu Horikawa                 | 24   | 1,65 m (5 ft 5 in)      | Tokyo                  | 1    |
| Kazakhstan            | Kumis Bazarbayeva           | 25   | 1,75 m (5 ft 9 in)      | Almaty                 | 2    |
| Hàn Quốc              | Catharina Choi Nunes        | 23   | 1,73 m (5 ft 8 in)      | São Paulo              | 2    |
| Kosovo                | Donika Emini                | 19   | 1,75 m (5 ft 9 in)      | Pristina               | 2    |
| Liban                 | Rita Houkayem               | 22   | 1,78 m (5 ft 10 in)     | Beirut                 | 2    |
| Litva                 | Monika Sereckyte            | 23   | 1,78 m (5 ft 10 in)     | Vilnius                | 1    |
| Ma Cao                | Ashely Qian                 | 22   | 1,73 m (5 ft 8 in)      | Ma Cao                 | 3    |
| Madagascar            | Erwinah Mathon              | 24   | 1,70 m (5 ft 7 in)      | Antananarivo           | 1    |
| Malaysia              | Josephine Tan               | 23   | 1,73 m (5 ft 8 in)      | Pahang                 | 3    |
| Martinique            | Rani Charles                | 20   | 1,72 m (5 ft 7+1⁄2 in)  | Fort-de-France         | 2    |
| Mauritius             | Virginie Dorza              | 20   | 1,70 m (5 ft 7 in)      | Port Louis             | 3    |
| México                | Cristal Silva               | 21   | 1,79 m (5 ft 10+1⁄2 in) | Ciudad Victoria        | 3    |
| Mông Cổ               | Bayartsatsral Baljinnyam    | 25   | 1,75 m (5 ft 9 in)      | Ulan Bator             | 1    |
| Nepal                 | Rojisha Shahi Thakuri       | 20   | 1,78 m (5 ft 10 in)     | Dhapakhel              | 2    |
| Hà Lan                | Wendy-Kristy Hoogerbrugge   | 26   | 1,79 m (5 ft 10+1⁄2 in) | Rotterdam              | 3    |
| Nigeria               | Marie Miller                | 25   | 1,75 m (5 ft 9 in)      | Lagos                  | 1    |
| Bắc Ireland           | Amira Graham                | 19   | 1,73 m (5 ft 8 in)      | Belfast                | 2    |
| Na Uy                 | Caroline Sparboe            | 23   | 1,75 m (5 ft 9 in)      | Oslo                   | 3    |
| Panama                | Johanna Batista             | 21   | 1,70 m (5 ft 7 in)      | Thành phố Panama       | 2    |
| Paraguay              | Leticia Cáceres             | 23   | 1,72 m (5 ft 7+1⁄2 in)  | Itá                    | 3    |
| Philippines           | Angelee delos Reyes         | 26   | 1,71 m (5 ft 7+1⁄2 in)  | Thành phố Olongapo     | 1    |
| Ba Lan                | Aleksandra Szczęsna         | 20   | 1,75 m (5 ft 9 in)      | Warsaw                 | 1    |
| Bồ Đào Nha            | Solange Duarte              | 23   | 1,78 m (5 ft 10 in)     | Ovar                   | 3    |
| Réunion               | Christelle Abrantes         | 19   | 1,70 m (5 ft 7 in)      | Saint-Pierre           | 1    |
| Romania               | Ioana Mihalache             | 23   | 1,80 m (5 ft 11 in)     | Constanța              | 3    |
| Nga                   | Olesya Boslovyak            | 24   | 1,80 m (5 ft 11 in)     | Moskva                 | 3    |
| Scotland              | Kiera Kingsman              | 21   | 1,78 m (5 ft 10 in)     | Glasgow                | 2    |
| Serbia                | Anđelka Tomašević           | 20   | 1,70 m (5 ft 7 in)      | Zubin Potok            | 2    |
| Sierra Leone          | Mariatu Dukuray             | 22   | 1,78 m (5 ft 10 in)     | Freetown               | 3    |
| Singapore             | Vanessa Hee                 | 25   | 1,66 m (5 ft 5+1⁄2 in)  | Singapore              | 1    |
| Slovakia              | Lucia Slaninkova            | 22   | 1,72 m (5 ft 7+1⁄2 in)  | Považská Bystrica      | 1    |
| Slovenia              | Nina Kos                    | 21   | 1,67 m (5 ft 5+1⁄2 in)  | Ljubljana              | 3    |
| Nam Phi               | Ashanti Mbanga              | 24   | 1,82 m (5 ft 11+1⁄2 in) | Johannesburg           | 1    |
| Nam Sudan             | Gloria Karsis               | 18   | 1,77 m (5 ft 9+1⁄2 in)  | Malakal                | 3    |
| Tây Ban Nha           | Cristina Martínez           | 22   | 1,77 m (5 ft 9+1⁄2 in)  | Valencia               | 2    |
| Sri Lanka             | Solange Kristina Gunawijeya | 22   | 1,76 m (5 ft 9+1⁄2 in)  | Nugegoda               | 3    |
| Thụy Điển             | Denice Andrée               | 25   | 1,78 m (5 ft 10 in)     | Stockholm              | 2    |
| Thụy Sĩ               | Djoa Strassburg             | 20   | 1,70 m (5 ft 7 in)      | Zurich                 | 1    |
| Tahiti                | Maeva Simonin               | 21   | 1,74 m (5 ft 8+1⁄2 in)  | Punaauia               | 3    |
| Tanzania              | Clara Noor                  | 18   | 1,71 m (5 ft 7+1⁄2 in)  | Mwanza                 | 2    |
| Thái Lan              | Punika Kulsoontornrut       | 21   | 1,74 m (5 ft 8+1⁄2 in)  | Prachuap Khiri Khan    | 3    |
| Trinidad và Tobago    | Ariana Rampersad            | 21   | 1,80 m (5 ft 11 in)     | Couva                  | 1    |
| Thổ Nhĩ Kỳ            | Ezgi Avci                   | 21   | 1,79 m (5 ft 10+1⁄2 in) | Istanbul               | 2    |
| Ukraine               | Anastasia Sukh              | 18   | 1,77 m (5 ft 9+1⁄2 in)  | Kiev                   | 3    |
| Hoa Kỳ                | Nicolle Velez               | 22   | 1,70 m (5 ft 7 in)      | Thành phố New York     | 3    |
| Quần đảo Virgin (Mỹ)  | Vanessa Donastorg           | 24   | 1,70 m (5 ft 7 in)      | Saint Thomas           | 2    |
| Venezuela             | Alyz Henrich                | 22   | 1,76 m (5 ft 9+1⁄2 in)  | Punto Fijo             | 2    |
| Wales                 | Angharad James              | 23   | 1,82 m (5 ft 11+1⁄2 in) | Cardiff                | 3    |
| Zambia                | Winnie-Fredah Kabwe         | 23   | 1,74 m (5 ft 8+1⁄2 in)  | Lusaka                 | 3    |
| Zimbabwe              | Samantha Dika               | 25   | 1,72 m (5 ft 7+1⁄2 in)  | Harare                 | 2    |

- Danh xưng: trong cuộc thi lần này, Tahiti trở lại danh xưng tiếng Anh là Tahiti thay vì French Polynesia (đã được dùng trong cuộc thi năm 2010).

## Chú ý

### Tham gia lần đầu
- -  Bonaire
  -  Quần đảo Virgin (Anh)
  -  Bờ Biển Ngà

### Sự trở lại
- Tham gia lần cuối năm 2006:
  -  Haiti
- Tham gia lần cuối năm 2007:
  -  Kazakhstan
  -  Sierra Leone
  -  Zambia
- Tham gia lần cuối năm 2008:
  -  Litva
- Tham gia lần cuối năm 2009:
  -  Albania
  -  Gabon
- Tham gia lần cuối năm 2010:
  -  Mauritius
  -  Serbia
  -  Tahiti
- Tham gia lần cuối năm 2011:
  -  Chile
  -  Curaçao
  -  Pháp
  -  Ghana
  -  Hungary
  -  Madagascar
  -  Martinique
  -  Nigeria
  -  Bồ Đào Nha

### Bỏ cuộc
Trong thời gian diễn ra cuộc thi
- New Zealand – Nela Zisser quyết định rút lui 1 tuần trước đêm chung kết do bị ngộ độc thực phẩm.[51]

Trước cuộc thi
- Algeria – Rym Amari rút lui vì lý do không tiết lộ.
- Aruba – Francis Massiel Sousa rút lui vì những lý do không được tiết lộ.
- Guinea Xích Đạo – Restituta Mifumu Nguema rút lui vì những lý do không được tiết lộ.
- Latvia – Ieva Lase rút lui vì lý do không tiết lộ.
- Pakistan – Shanzay Hayat đã rút lui do thiếu tài trợ cho cuộc thi. Cô thi đấu năm sau.
- Peru – Brunella Fossa đã rút lui do các vấn đề tài chính.
- Puerto Rico – Velmary Paola Cabassa Vélez không cạnh tranh.
- Tonga – Diamond Langi rút lui vì những lý do không được tiết lộ.
- Tunisia – Maha Sayi rút lui vì những lý do không được tiết lộ.
- Argentina,  Botswana,  Quần đảo Cook,  El Salvador,  Fiji,  Phần Lan,  Honduras,  Kenya,  Malta,  Moldova,  Nicaragua,  Uruguay và  Việt Nam – Không có cuộc thi nào được tổ chức cũng như thí sinh được chỉ định thay thế.

### Thay thế
- Albania – Natalia Stamuli được thay thế bởi Afroviti Goge vì Stamuli không đạt yêu cầu về độ tuổi tối thiểu.
- Curaçao – Silvienne Winklaar, Hoa hậu Trái Đất Curaçao 2013 được thay thế bởi Archangela Garcia người trước đây là Hoa hậu Curaçao 2013.
- Guatemala – Cristina Girón được thay thế bởi Jimena Mansilla Wever.
- Hàn Quốc – Kim Hyo-hee được thay thế bởi Catharina Choi, người trước đây từng là Á hậu 2 Hoa hậu Hàn Quốc 2013.
- Paraguay – Karen Duarte được thay thế bởi Leticia Caceres.
- Nga – Elina Kireeva được thay thế bởi Olesya Boslovyak.
- Ukraine – Natalia Varchenko được thay thế bởi Anastasia Sukh.

### Chỉ định
- Bỉ – Kristina de Munter được chỉ định là "Hoa hậu Trái Đất Bỉ 2013". Cô từng đoạt vương miện "Hoa hậu Quốc tế Bỉ 2011".
- Colombia – Diana Ortegón được chỉ định là "Hoa hậu Trái Đất Colombia 2013" sau một buổi casting. Phiên bản đầu tiên của cuộc thi Hoa hậu Trái Đất Colombia sẽ được tổ chức vào năm sau.
- Pháp – Sophie Garenaux được chỉ định làm đại diện cho Pháp bởi Tổ chức Hoa hậu Pháp. Cô đạt danh hiệu Á hậu 2 tại cuộc thi "Hoa hậu Pháp 2013".
- Romania – Ioana Mihalache được chỉ định làm đại diện tại cuộc thi năm nay. Cô là Á hậu 1 của cuộc thi "Hoa hậu Hoàn vũ Romania 2012".
- Quần đảo Virgin (Mỹ) – Vanessa Donastorg được chỉ định tham gia.

### Tham gia nhiều cuộc thi
Các thí sinh tham gia các cuộc thi khác:
| Hoa hậu Hoàn vũ - 2014: Serbia - Anđelka Tomašević - 2016: Mexico - Kristal Silva (Top 9) - 2017: Romania - Ioana Mihalache Hoa hậu Thế giới - 2015: Hàn Quốc - Catharina Choi (đại diện cho Brazil) (Top 20, Nữ hoàng sắc đẹp Châu Mỹ) Hoa hậu Quốc tế - 2010: Costa Rica - Mariela Aparicio (Top 15) - 2011: Bỉ - Kristina de Munter - 2011: Guam - Katarina Martinez - 2011: Thụy Điển - Denice Andrée (Top 15) - 2012: Quần đảo Virgin (Mỹ) - Vanessa Donastorg - 2014: Thái Lan - Punika Kulsoontornrut (Á hậu 2) Hoa hậu Liên lục địa - 2012: Brazil - Priscilla Martins Hoa hậu Hoàn cầu - 2011: Kosovo - Donika Emini (Bán kết) Hoa hậu Hòa bình Quốc tế - 2014: Úc - Renera Thompson (Á hậu 3) Hoa hậu Du lịch Quốc tế - 2010: Bỉ - Kristina de Munter Queen of the World - 2010: Litva - Monika Sereckyte Miss Continentes Unidos - 2013: Bolivia - María Renée Carmona - 2013: Paraguay - Leticia Cáceres Miss Global Queen - 2011: Litva - Monika Sereckyte Face of Beauty International - 2014: Bonaire - Jeanine Ottenhof (đại diện cho Bỉ) | Miss Princess of the World - 2014: Anh - Chloe Othen (đại diện cho Vương quốc Liên hiệp Anh và Bắc Ireland) Hoa hậu Bikini Quốc tế - 2011: Philippines - Angelee delos Reyes (Bán kết, Hoa hậu qua Internet) - 2011: Wales - Angharad James Miss Yacht Model International - 2012: Paraguay - Leticia Cáceres Miss Exclusive of the World - 2012: Bồ Đào Nha - Solange Duarte Reina de la Costa Maya - 2012: Costa Rica - Mariela Aparicio Siêu mẫu Thế giới - 2006: Nga - Olesya Boslovyak - 2010: Hungary - Dalma Huszarovics - 2014: Sri Lanka - Solange Gunawijaya Siêu mẫu Quốc tế - 2012: Philippines - Angelee delos Reyes (Bán kết, Siêu mẫu châu Á Thái Bình Dương,Trang phục dân tộc đẹp nhất) Hoa hậu Người mẫu Thế giới - 2011: Anh - Chloe Othen - 2011: Nigeria - Marie Miller Abudu - 2012: Wales - Angharad James |